# 茨木市立中条市民プール
茨木市立中条市民プール（いばらきしりつちゅうじょうしみん-）は、大阪府茨木市にあるプール施設。1968年に茨木市立市民プールとしてオープンした。茨木市で最も古い市民プールで、1978年にオープンした茨木市立市民体育館と併設している。1981年の第二市民プール（現・五十鈴市民プール）の開設により、名称を「茨木市立第一市民プール」に変更され、さらに1993年の西河原市民プールの開設に伴い現在の名称に変更された。

## 施設概要
- 所在地　：〒567-0873 大阪府茨木市小川町2番1号
- 設立    ：1968年8月
- 構造    ：鉄筋コンクリート造・地上3階建
- 敷地面積：5,193.18平方メートル
- 建物面積：3,405.86平方メートル
- 延床面積：6,112.30平方メートル

## 営業期間
7月1日～9月10日（夏季限定）

## 利用時間
10時～18時30分 （入場は18時まで）

## アクセス
- JR京都線茨木駅より徒歩約15分。
- 阪急京都線茨木市駅より徒歩約10分